# Кунья, Нуну да
Ну́ну да Ку́нья (порт. Nuno da Cunha; 1487—1539) — 9-й губернатор Португальской Индии, сын Тристана да Кунья.
Утвердил господство Португалии на острове Ормуз, построил крепость у Диу, завладел с помощью обмана городом (1537) и сумел удержать его за собой. Его имя увековечил в поэме «Лузиады» португальский поэт Луиш де Камоэнс.